# Angelo Purgert

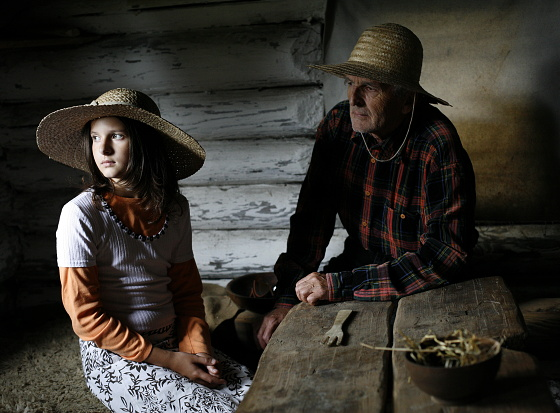
Angelo Purgert: U stolu, 2008, model: Václav Záleský a Adriana Jirásková

Angelo Purgert (* 24. října 1965 Praha) je český portrétní fotograf.

## Život a dílo
Angelo Purgert se narodil 24. října 1965 v Praze. Je členem České federace fotografického umění a členem Asociace profesionálních fotografů, lektorem a držitelem několika mezinárodních ocenění. V roce 2010 vystavoval fotografie První Republika společně s Alfonsem Muchou v Obecním domě v Praze. Důležitou součástí jeho práce jsou charitativní projekty, zaměřené především na pomoc dětem. Na charitativním projektu “Portréty osobností” spolupracoval s osobnostmi českého filmového a divadelního světa. Projekt “Jiný svět” odkryl zapomenuté krásy života v přírodě, ze kterého vzešla moderní civilizace. Vyrůstal v chatě uprostřed přírody s otcem fotografem, vedle kterého se naučil vnímat své okolí přes objektiv fotoaparátu Flexaret. Doménou se stala portrétní fotografie a jeho styl je také nazýván fotografickou lyrikou.[zdroj⁠?!]
V Praze absolvoval fotografickou a polygrafickou školu. Koncepčně i fotograficky se podílel na knize To nejlepší z Prahy, která byla v roce 1994 publikována v osmi jazykových mutacích. V roce 2001 se umístil na prvním místě ve fotografické soutěži “Praha zamilovaná”.
V roce 2018 v rámci stého výročí založení republiky vydal ve spolupráci s nakladatelstvím Omega autorskou knihu pod názvem První Republika. Ve stejném roce měl na svém kontě 5 vydaných autorských knih, 28 mezinárodních ocenění, 30 let profesionální praxe, 36 samostatných výstav v ČR a zahraničí a 124  společných výstav v ČR a zahraničí.

## Galerie fotografií

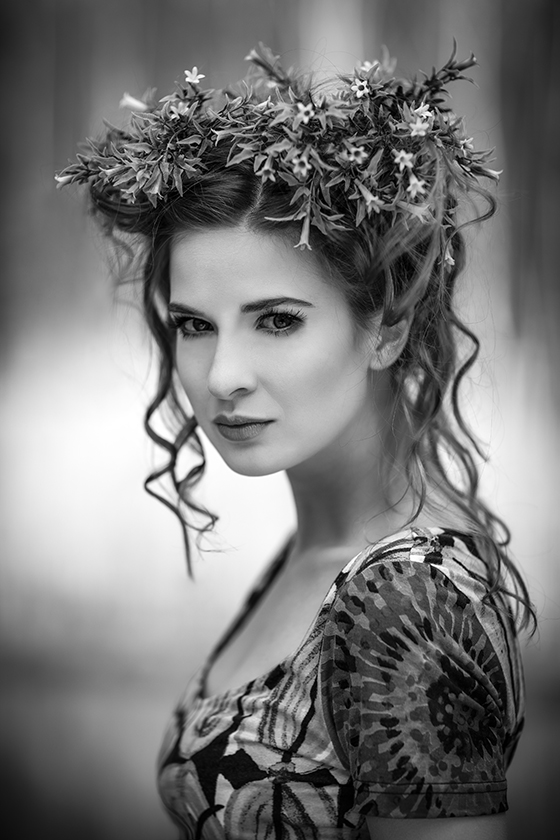
Vábení, 2013, Jiný svět, model: Klára Voráčková
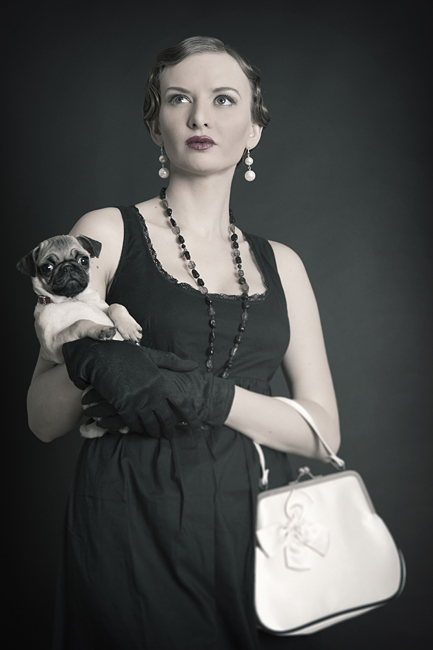
Dáma s psíkem, 2010, v rámci charitativního projektu První republika, model: Janine Alexander
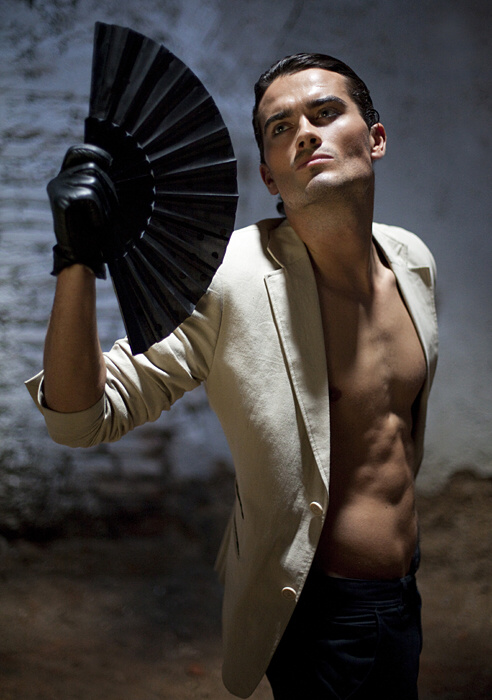
O lé, 2010, model: Jan Havlovic
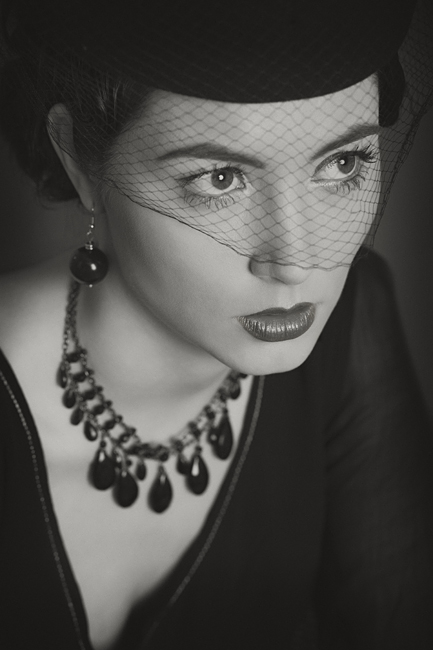
Vdova, 2010, První republika, model: Aneta Klesnerová
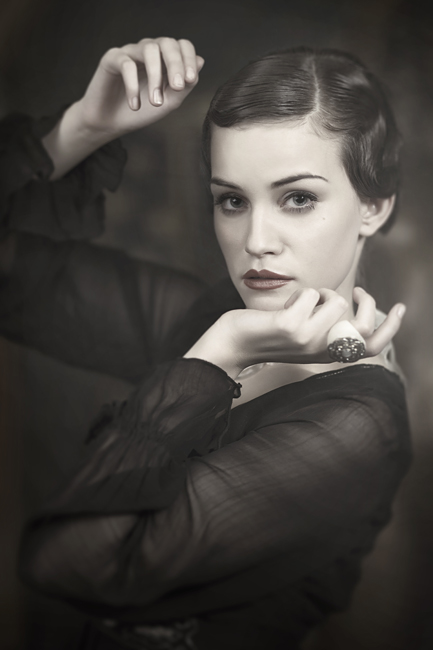
Výpověď očí, 2010, První republika, model: Tereza Šplíchalová
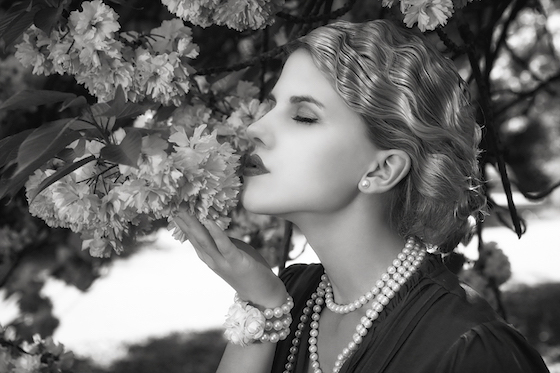
Vůně jara, 2010, První republika, model: Barbora Taliánová
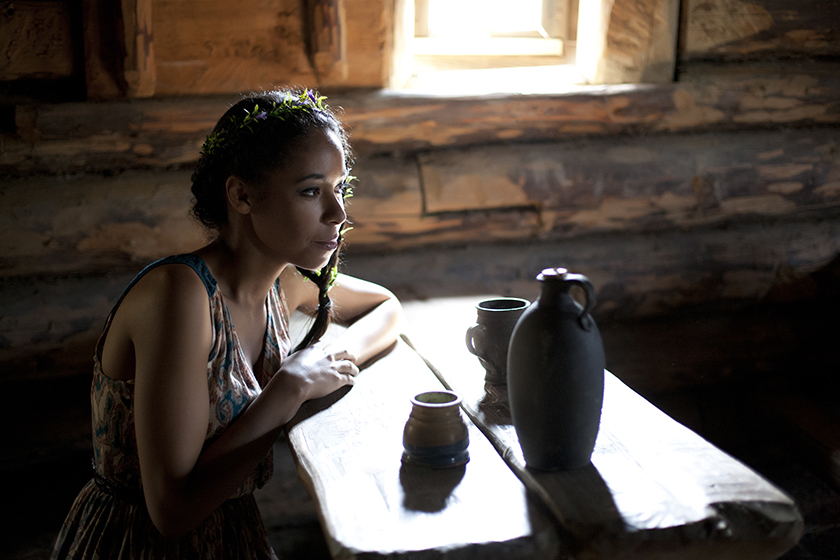
Svítání, 2013, Jiný svět, model: Anna Fouani
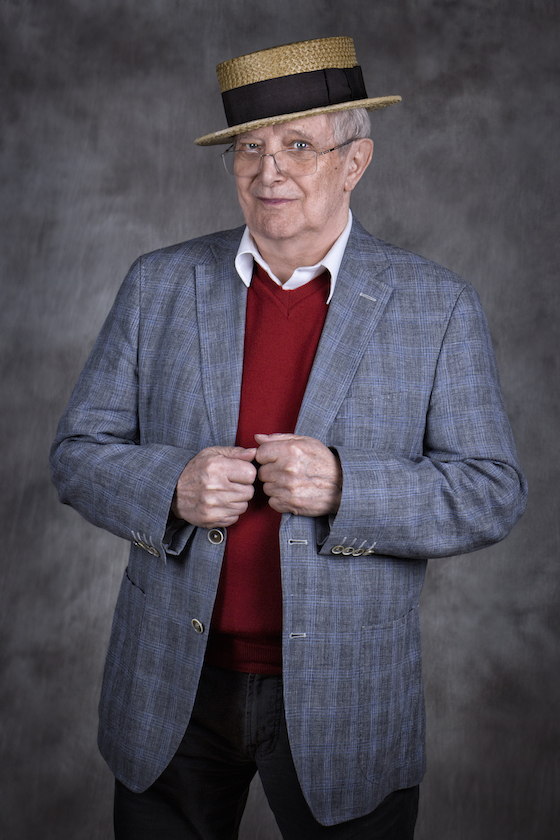
Jiří Suchý, 2017, Portréty osobností, model: Jiří Suchý
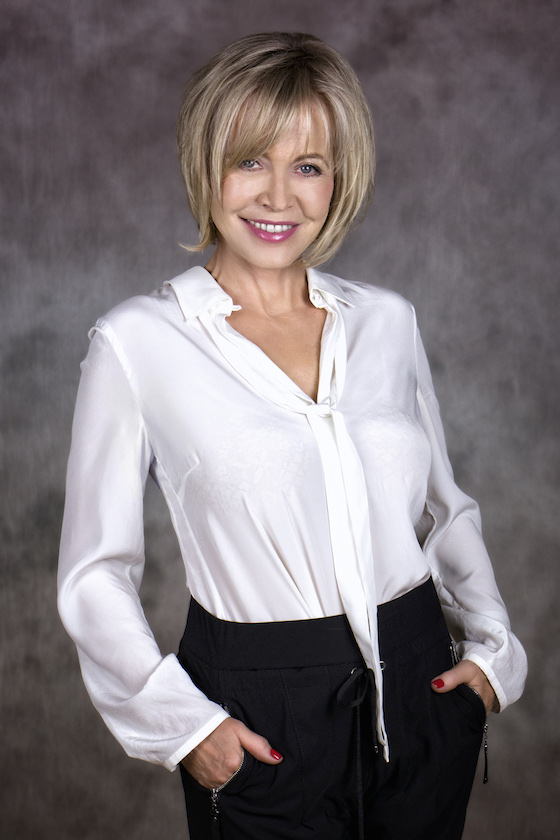
Jana Švandová, 2017, Portréty osobností, model: Jana Švandová
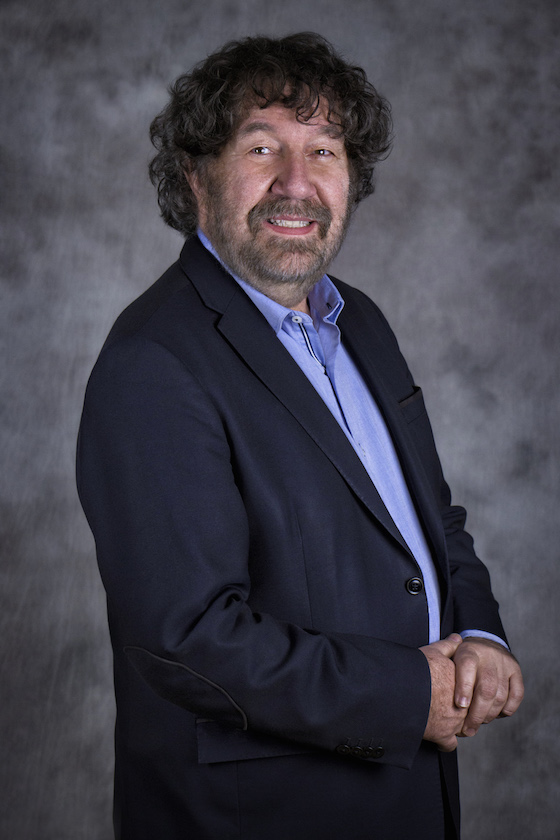
Zdeněk Troška, 2017, Portréty osobností, model: Zdeněk Troška

## Výstavy samostatné
2010
- Obecní dům – Praha, (11. 6. – 15. 8. 2010) – První republika (charitativní výstava pro Dětský domov v Horních Počernicích v Praze)

2011
- Kino Dukla – Jihlava (28. 1. – 29. 1. 2010) – Mikola, tenkrát na Koločavě (fotoreportáž z filmu)
- České centrum Košice – Košice, Slovenská republika (21. 2. – 28. 2. 2011) – První republika (charitativní výstava pro onkologické oddělení Dětské fakultní nemocnice v Košicích)
- Palác Lucerna – Praha, (31. 3. – 1. 4. 2011) – Mikola, tenkrát na Koločavě (fotoreportáž z filmu)
- Palác Casa Gelmi – Praha, (28. 4. – 12. 5. 2011) – První republika (charitativní výstava pro mezinárodní neziskovou organizaci Invisible Children)
- Národní muzeum fotografie – Jindřichův Hradec (15. 5. – 21. 8. 2011) – První republika (charitativní výstava pro Fond ohrožených dětí – Klokánek, Jindřichův Hradec)
- Galerie Shtuka – Lvov, Ukrajina (1. 6. – 30. 6. 2011) – První republika (charitativní výstava pro rehabilitačně-vzdělávací centrum pro děti a mládež s různými druhy mentálního a fyzického postižení Džerelo ve Lvově)
- Hotel Chale Graal, Truskavec (UA) - První republika

2012
- Galerie Butovice - Praha (2. 6. – 30.8..2012) – První republika (charitativní výstava pro Kliniku dětské hematologie a onkologie FN Motol v Praze)
- Kavárna Adria - Praha (15.8. 2012 – 31.3..2013) – První republika (charitativní výstava pro Fond ohrožených dětí)
- Slezskoostravský hrad - Ostrava (5.10. - 2.11. 2012) – První republika (charitativní výstava pro mezinárodní neziskovou organizaci Invisible Children)
- Galerie U brány - Úštěk (7.10. - 14.11. 2012) – První republika (charitativní výstava pro Český svaz mentálně postižených sportovců - SK Parta Litoměřicko)

2013
- Galerie OC Všebořice - Ústí nad Labem (20. 3. – 20.4. 2013) – První republika (charitativní výstava pro neziskovou organizaci Fokus Labe)
- Úřad Kraje Vysočina - Jihlava (12.6. – 2.8..2013) – První republika (charitativní výstava pro APLA - Asociace pomáhající lidem s autismem)
- Galerie Butovice - Praha (6.11. - 24.12..2013) - Jiný svět (charitativní výstava pro Kliniku dětské hematologie a onkologie FN Motol v Praze)

2014
- Městská galerie Gabrovo – Gabrovo, Bulharsko (25.2. - 25.3. 2014) – První republika (charitativní výstava pro Dětské centrum rodinného typu pro postižené děti v Gabrovu)
- České centrum Sofia – Sofia, Bulharsko (2.4. - 15.6.2014) - První republika (charitativní výstava pro Dětské vesničky SOS Bulharsko)
- UniCredit Bank – Lvov, Ukrajina – První republika
- Národní dům na Vinohradech – Praha - První republika (charitativní výstava pro Kliniku dětské hematologie a onkologie FN Motol v Praze)

2015
- Centrum FotoŠkoda, Praha (20. 4. - 2. 5. 2015) – První republika (charitativní výstava pro Kliniku dětské hematologie a onkologie FN Motol v Praze)
- Kavárenská cukrárna Alchymista, Praha (20. 5. - 31. 8. 2015) – První republika (charitativní výstava pro Ateliér radostné tvorby)
- Centrum FotoŠkoda, Praha (4. 5. - 16. 5. 2015) – Jiný svět (charitativní výstava pro Dětský domov v Unhošti)
- Galerie U Kunštátů, Praha (2. 10. - 31. 10. 2015) – První republika (charitativní výstava pro Kliniku dětské hematologie a onkologie FN Motol v Praze)

2016
- Grandhotel Pupp – Karlovy Vary (15. 7. - 15. 8. 2016) – První republika (charitativní výstava pro Krajský dětský domov pro děti do 3 let v Karlových Varech)
- PDA Jince, Jince – První republika

2017
- Zámek Duchcov – Duchcov (1. 4. - 4. 10. 2017) – První republika (charitativní výstava pro Dům dětí a mládeže Sluníčko, Duchcov)
- NC Metropole Zličín, Praha, (14. 4. - 28. 4. 2017) – Portréty osobností (charitativní výstava pro Kliniku dětské hematologie a onkologie FN Motol v Praze)
- OC Forum, Liberec (1. 7. - 5. 9. 2017) – První republika (charitativní výstava pro Kliniku dětské hematologie a onkologie FN Motol v Praze)
- Syscom software, Praha (1. 12. 2017 - 21. 1. 2018) – První republika (charitativní výstava pro Kliniku dětské hematologie a onkologie FN Motol v Praze)

2018
- Czech Photo Centre, Praha (28. 2. - 1. 4. 2018) – První republika (charitativní výstava pro Kliniku dětské hematologie a onkologie FN Motol v Praze)
- Muzeum Šumavy, Dobrá Voda (29. 6. - 31. 8. 2018) - První republika (charitativní výstava na podporu Sociálních služeb města Sušice, které pečují o staré lidi)
- Galerie Harfa, Praha - První republika
- Galerie 140, Tábor (27. 9. - 10. 11. 2018) - První republika (charitativní výstava pro Stacionář Klíček, Tábor)
- Muzeum Knihtiskárna, Kutná Hora (14. 12. 2018 - 28. 2. 2019) - První republika (charitativní výstava pro Domov Barbora Kutná hora)

2019
- Slovenský dom v Prahe, Praha (16. 4. - 10. 5. 2019) – První republika (charitativní výstava pro české a slovenské pamětníky První republiky ve stáří)

## Výstavy souborné
2011
- International Salon-Circuit of Art Photography With love to Women – Lvov (UA), Kyjev (UA), Oděsa (UA), Záporoží (UA), Rivne (UA), Krakow (PL), Vratislav (PL), Praha, Paphos (Kypr)
- International Salon Woman / Žena – Strakonice

2012
- International Salon-Circuit of Art Photography With love to Women - Xining (CN), Oděsa (UA), Lvov (UA), Budapešť (HU), Záhřeb (HR), Kyjev (UA), Záporoží (UA), Doněck (UA), Červonohrad (UA), Paphos (CY), Praha, Bratislava (SK), Vídeň (AT), Krakow (PL), Bukurešť (RO), Chicago (US)

2013
- Photomeetpoint – Kongresové centrum, Praha
- International Salon-Circuit of Art Photography With love to Women - Xining (CN), Oděsa (UA), Lvov (UA), Budapešť (HU), Záhřeb (HR), Kyjev (UA), Záporoží (UA), Doněck (UA), Červonohrad (UA), Paphos (CY), Praha, Bratislava (SK), Vídeň (AT), Krakow (PL), Bukurešť (RO), Chicago (US)
- International Salon Woman / Žena - Strakonice

2015
- International Salon of Photography “FKNS WINTER CIRCUIT” – Podgorica (MNE), Novi Sad (SRB), Tuzla (BIH), Kotor (MNE), Aleksinac (SRB)
- International Salon Woman / Žena – Strakonice

2017
- Prague Photo – Praha
- International Salon-Circuit of Art Photography With love to Women Nicosia (CY), Limassol (CY), Paphos (CY), Athens (GR), Barcelona (E),Gdaňsk (PL), Krakow (PL), Beijing (CN), Budapešť (HU), Praha, Erfurt (D), Kyjev (UA), Lvov (UA), Oděsa (UA), Záporoží (UA), Chernivtsi (UA), Kharkiv (UA), Ivano-Frankivsk (UA), Ternopil (UA), Dnipro (UA), Rivne (UA), Khmelnytsky (UA)
- Czech Photo Centre – Praha
- International Salon of Photography “DPW SUMMER CIRCUIT”, Podgorica (MNE), Novi Sad (SRB), Kotor (MNE), Aleksinac (SRB)

2018
- International Salon of Photography “DPW WMC CIRCUIT”, Novi Sad (SRB), Aleksinac (SRB), Kula (SRB)

## Přednášky
2014
- Nová Univerzita Sofie (BG)

2015
- Veletrh fotografie Fotoexpo

2016
- Fotoškoda fest
- Pražská fotografická škola

2017
- Czech Photo Centre

2018
- Leica gallery Prague

2019
- Setkání fotografů Praha

## Publikace
- TO NEJLEPŠÍ Z PRAHY, Nakladatelství Roka, 1994
- 1. REPUBLIKA, Nakladatelství Trojzvuk, 2011
- JINÝ SVĚT, Nakladatelství Trojzvuk, 2013
- PRVNÍ REPUBLIKA, Nakladatelství Omega, 2018
- První republika - limitovaná edice, Nakladatelství Omega, 2018

## Ocenění
- GOLD MEDAL FIAP – 4th International Salon of Photography “DPW WMC CIRCUIT” (2018)
- GOLD MEDAL PSA – 3th International Salon of Photography “JADRAN CIRCUIT” (2018)
- GOLD MEDAL ISF - 8th International Salon-Circuit of Art Photography With love to Women (2013)
- GOLD MEDAL FSS - 4 th t International Salon of Photography "MNE SER CIRCUIT“ (2018)
- SILVER MEDAL SALON – 1th International Salon of Photography “Tuzla Circuit”(2015)
- SILVER MEDAL SALON – 1th International Salon of Photography “FKNS WINTER CIRCUIT”  (2015)
- SILVER MEDAL SALON – 3th International Salon of Photography “MNE PBK CIRCUIT” (2018)
- BRONZE MEDAL FIAP - 13th International Salon Woman / Žena (2011)
- HM FIAP - 6th International Salon-Circuit of Art Photography With love to Women (2011)
- HM FIAP - 7th International Salon-Circuit of Art Photography 'With love to Women (2012)
- HM FIAP -  15th International Salon Woman / Žena (2015)
- HM FIAP - 11th International Salon-Circuit of Art Photography With love to Women (2017)
- HM FIAP - International Salon of Photography “INTER PHOTO AWARD” (2016)
- HM FIAP - 2th International Salon of Photography “DPW SUMMER CIRCUIT” (2017)
- HM FIAP – 3th International Salon of Photography “MNE PBK CIRCUIT” (2018)
- HM FIAP - 5th International Salon of Photography “DPW WMC CIRCUIT” (2019)
- HM PSA - 2nd International Salon of Photography "WOMAN - MAN – CHILD”(2014)
- HM IAAP - 15th International Salon Woman / Žena (2015)
- HM FSS - 1st International Salon of Photography "MNE SER CIRCUIT“ (2015)
- HM SALON - 1th International Salon of Photography “Croatia DFA Exhibitionˇ(2014)
- HM SALON - 1th International Salon of photography “FKNS WINTER CIRCUIT” (2015)
- HM SALON - 11th International Salon-Circuit of Art Photography With love to Women  (2017)
- HM SALON – 3th International Salon of Photography “MNE PBK CIRCUIT” (2018)
- HM SALON – 4th International Salon of Photography “DPW WMC CIRCUIT” (2018)
- HM SALON – 3th International Salon of Photography “NSAPK CIRCUIT” (2018)
- HM SALON – 3th International Salon of Photography “NSAPK CIRCUIT” (2018)
- 1. MÍSTO – 1. ročník fotografické soutěže “Praha zamilovaná” (2001)
- 1. MÍSTO – Fotografická soutěž “Love potion by Oriflame“ (2012)
- NÁRODNÍ MUZEUM FOTOGRAFIE ČR - stálá sbírka